# Ludovika von Thürheim
Ludovika "Lulu" Franziska Maria, Condessa von Thürheim (14 de março de 1788, em Tienen - 22 de maio de 1864, em Döbling) foi uma pintora e memorialista austríaca.

## Biografia
Ludovika Franziska Maria nasceu na família Türheim, uma família nobre alemã originária da Suábia. Ela era a segunda filha de Josef Wenzel, Conde von Thürheim (1749–1808) e sua esposa, a Condessa Luise Berghe von Trips (1759–1812), cunhada de Ludwig von Hessen-Philippsthal. Ela é mais lembrada por seus retratos, paisagens e suas memórias do Congresso de Viena, que serviram como fontes importantes sobre a história cultural e social do Império Austríaco. Ela manteve amizades próximas com Andrey Razumovsky, Alexander Ypsilantis, Ioánnis Kapodístrias e Ludwig van Beethoven durante sua vida. Em 1832, ela se casou com Charles Thirion (1803-1832), secretário do príncipe Razumovsky, que era 15 anos mais novo que Lulu, mas o casamento não durou muito, pois ele cometeu suicídio, oito meses depois.